# Batowo (Polska)
Batowo (nazwa przejściowa – Batorowo) – osada sołecka w Polsce położona w województwie zachodniopomorskim, w powiecie pyrzyckim, w gminie Lipiany.
W latach 1975–1998 miejscowość administracyjnie należała do województwa szczecińskiego.
W 2012 r. utworzono sołectwo Batowo, obejmujące wieś Batowo i obszar zgodny z granicami obrębu geodezyjnego wsi Batowo
Obecnie we wsi istnieje parafia rzymskokatolicka pw. Miłosierdzia Bożego.
W Batowie działa również biblioteka, sklep spożywczy, Spółdzielnia Mieszkaniowa "Nowa" oraz Zakład Pielęgnacyjno-Opiekuńczy.

## Zabytki
- Pałac w Batowie i park pałacowy[7].